# Esteban Tuero
Esteban Tuero (* 22. April 1978 in Buenos Aires) ist ein ehemaliger argentinischer Formel-1-Rennfahrer.

## Karriere

### Formel 1
Esteban Tuero fuhr 1998 für Minardi-Ford an der Seite von Shinji Nakano. Insgesamt fuhr er 16 Rennen, sein erstes war der Große Preis von Australien und sein letztes der Große Preis von Japan 1998. Tuero konnte keine WM-Punkte erreichen.

### GT-Sport
Ab 1999 fuhr Tuero hauptsächlich in der argentinischen Tourenwagen-Serie (TC 2000 Championship). Im Jahr 2008 startete Tuero bei einigen Rennen der FIA-GT-Meisterschaft 2008 – unter anderem mit dem ehemaligen Formel-1-Piloten Gastón Mazzacane und dem späteren Tourenwagenweltmeister José María López.
Nach der Saison 2016 beendete Tuero seine Karriere.

## Statistik

### Statistik in der Formel-1-Weltmeisterschaft

#### Gesamtübersicht
| Saison | Team                   | Chassis      | Motor                   | Rennen | Siege | Zweiter | Dritter | Poles | schn. Rennrunden | Punkte | WM-Pos. |
| ------ | ---------------------- | ------------ | ----------------------- | ------ | ----- | ------- | ------- | ----- | ---------------- | ------ | ------- |
| 1998   | Fondmetal Minardi Team | Minardi M198 | Ford Zetec-R/97 3.0 V10 | 16     | –     | –       | –       | –     | –                | –      | 19.     |
| Gesamt | Gesamt                 | Gesamt       | Gesamt                  | 16     | –     | –       | –       | –     | –                | –      |         |

#### Einzelergebnisse
| Saison | 1   | 2   | 3 | 4  | 5   | 6   | 7   | 8   | 9   | 10 | 11  | 12  | 13 | 14  | 15  | 16 |
| ------ | --- | --- | - | -- | --- | --- | --- | --- | --- | -- | --- | --- | -- | --- | --- | -- |
| 1998   |     |     |   |    |     |     |     |     |     |    |     |     |    |     |     |    |
| DNF    | DNF | DNF | 8 | 15 | DNF | DNF | DNF | DNF | DNF | 16 | DNF | DNF | 11 | DNF | DNF |    |

| Legende  | Legende            | Legende                                                          |
| Farbe    | Abkürzung          | Bedeutung                                                        |
| -------- | ------------------ | ---------------------------------------------------------------- |
| Gold     | –                  | Sieg                                                             |
| Silber   | –                  | 2. Platz                                                         |
| Bronze   | –                  | 3. Platz                                                         |
| Grün     | –                  | Platzierung in den Punkten                                       |
| Blau     | –                  | Klassifiziert außerhalb der Punkteränge                          |
| Violett  | DNF                | Rennen nicht beendet (did not finish)                            |
| Violett  | NC                 | nicht klassifiziert (not classified)                             |
| Rot      | DNQ                | nicht qualifiziert (did not qualify)                             |
| Rot      | DNPQ               | in Vorqualifikation gescheitert (did not pre-qualify)            |
| Schwarz  | DSQ                | disqualifiziert (disqualified)                                   |
| Weiß     | DNS                | nicht am Start (did not start)                                   |
| Weiß     | WD                 | zurückgezogen (withdrawn)                                        |
| Hellblau | PO                 | nur am Training teilgenommen (practiced only)                    |
| Hellblau | TD                 | Freitags-Testfahrer (test driver)                                |
| ohne     | DNP                | nicht am Training teilgenommen (did not practice)                |
| ohne     | INJ                | verletzt oder krank (injured)                                    |
| ohne     | EX                 | ausgeschlossen (excluded)                                        |
| ohne     | DNA                | nicht erschienen (did not arrive)                                |
| ohne     | C                  | Rennen abgesagt (cancelled)                                      |
| ohne     | keine WM-Teilnahme |                                                                  |
| sonstige | P/fett             | Pole-Position                                                    |
| sonstige | 1/2/3/4/5/6/7/8    | Punktplatzierung im Sprint-/Qualifikationsrennen                 |
| sonstige | SR/kursiv          | Schnellste Rennrunde                                             |
| sonstige | *                  | nicht im Ziel, aufgrund der zurückgelegten Distanz aber gewertet |
| sonstige | ()                 | Streichresultate                                                 |
| sonstige | unterstrichen      | Führender in der Gesamtwertung                                   |